# Baureihe E 52
Baureihe E 52 – lokomotywa elektryczna produkowana w latach 1924–1925 dla kolei niemieckich.

## Historia
Po zelektryfikowaniu linii kolejowych zlokalizowanych w Bawarii, koleje niemieckie potrzebowały elektrowozów do prowadzenia pociągów pasażerskich wzorowanych na szwajcarskich elektrowozach. Wyprodukowanych zostało 35 lokomotyw elektrycznych. Elektrowozy były eksploatowane na bawarskich górskich liniach kolejowych. Niektóre elektrowozy eksploatowano w Austriackich Alpach. Jedna lokomotywa jest czynnym eksponatem zabytkowym.